# Dino Buzzati
Dino Buzzati Traverso, (n. 16 octombrie 1906 la Belluno, d. 28 ianuarie 1972, la Milano), a fost un jurnalist, scriitor și pictor italian cunoscut în principal pentru romanul Deșertul Tătarilor.

## Viață
Dino Buzzati Traverso se naște la 16 octombrie 1906 la San Pellegrino (Belluno). Părinții săi, Giulio Cesare Buzzati și Alba Mantovani sunt de origine venețiană având domiciliul stabil la Milano, Piața San Marco nr. 12. Dino este al doilea născut din 4 copii: Augusto (1903-?), Angelina (1904-2004) și Adriano (1913-1983). Tatăl său este jurist și profesor de drept internațional la Universitatea din Pavia și la Universitatea Comercială Luigi Bocconi din Milano. Mama sa, Alba, este descendentă a familiei nobile dogale Badoer Participazio. În 1917 casa familială din San Pellegrino este ocupată de către forțele austriece și este considerabil deteriorată. O parte a bibliotecii familiei este transferată la Viena. 
Încă de la o vârsta fragedă Dino manifestă un interes deosebit pentru poezie, muzică (studiază vioara și pianul), desen și munte, pasiuni care îl vor însoți pe tânărul scriitor până la sfârșitul vieții sale. Într-un interviu acordat cotidianului Il Giorno la 26 mai 1959 Buzzati spune: „Cred că pentru orice scriitor primele amintiri ale copilăriei reprezintă o bază fundamentală. Copil fiind, am fost impresionat de pământul pe care m-am născut, de valea din Belluno și de munții sălbatici care înconjurau Dolomiții din apropiere.”
Începând cu vara anului 1920 începe primele excursii în munții Dolomiți, începe să scrie si să deseneze, fascinat de ilustrațiile fantastice ale lui Arthur Rackham; citește Dostoievski și este interesat de egiptologie.
În același an 1920 survine moartea tatălui său, Giulio Cesare Buzzati, cauzată de o tumoare la pancreas. În luna decembrie, Buzzati scrie primul său text literar, Cântecul Munților.

## Studii
În 1916 este înscris la unul dintre cele mai prestigioase licee din Milano, Liceul Parini. Aici îl va cunoaște pe Arturo Brambilla care va deveni ulterior prietenul său cel mai bun. Cei doi se vor întrece în domeniul literar, întreceri din care va rezulta prima producție literară a lui Buzzati. După terminarea liceului tânărul Buzzati începe să se gândească la realizarea unui roman. Totuși, el se va înscrie la Facultatea de Drept din Milano, pentru a se supune voinței familiale de a călca pe urmele tatălui său (frații săi urmaseră studii de inginerie și biologie).
Cu puțin timp înainte de absolvirea studiilor superioare, în 1928, intră ca și stagiar la cotidianul Corriere della Sera, devenind ulterior redactor și apoi corespondent. Tot în 1928 absolvă facultatea realizând o teză de licență cu titlul: „Natura juridică a Concordatului”.

Monstrul Colombre şi alte cincizeci de povestiri
Ilustraţia coperţii este o reproducere a picturii „Monstrul Colombre” de Dino Buzzati, 1970

## Activitate profesională și literară
- 1928 – la data de 10 iulie Buzzati își începe activitatea la redacția cotidianului Corriere della Sera. Va rămâne fidel acestei publicații în cadrul căreia va avansa pe scară ierarhică până la moartea sa
- 1930– realizează primele schițe ale romanului Barnabo, omul munților care îi va fi publicat în 1933, an în care este trimis în Palestina ca și corespondent pentru Corriere della Sera
- 1935 – publică Secretul pădurii bătrâne, al doilea său roman
- 1936 – este operat la mastoidă. Scrie nuvela Șapte etaje care va fi publicată anul următor
- 1939 – Buzzati încredințează manuscrisul romanului Deșertul Tătarilor prietenului său Arturo Brambilla. În luna aprilie pleacă la Addis Abeba ca și trimis special al Corriere della Sera[6]
- 1940 – prima ediție a romanului Deșertul Tătarilor apare la editura Rizzoli din Milano la data de 9 iunie
- 1940-1942 – este corespondent de război la bordul crucișătoarelor Fiume și Trieste participând la bătăliile de la capul Teulada și Matapan și la prima bătălie de la Syrte. Va publica Cei Șapte Mesageri (nuvele) și este rechemat la redacția principală din Milano[6]
- 1945 – a doua ediție a romanului Deșertul Tătarilor este publicată și marchează începutul notorietății autorului iar în 1949 traducerea în limba franceză a romanului îi deschide porțile recunoașterii internaționale. Tot în 1949 publică Paura alla Scala[6]
- 1954 – îi este decernat Premiul Napoli pentru Il crollo della Baliverna
- 1955 – Albert Camus adaptează în limba franceză Un caso clinico(Un cas intéressant), piesă de teatru scrisă de Buzzati în 1953. Piesa va fi jucată la Paris la Teatrul La Bruyère[6]
- 1958 – are prima sa expoziție de pictură al Milano. Va publica Sessanta racconti pentru care primește Premiul Strega.
- 1960 – publică Marele Portret, roman stiințifico-fantastic
- 1961 – la 18 iunie încetează din viață mama scriitorului, Alba Mantovani
- 1963 – publică O dragoste
- 1964 – călătorește la Ierusalim cu ocazia vizitei Papei Paul VI. Primele călătorii la New York și Washington. Anul următor călătorește la Praga
- 1966 – publică Monstrul Colombre, colecție de nuvele. Scrie introducerea la opera completă a lui Hieronymus Bosch. La 8 decembrie se căsătorește cu Almerina Antoniazzi
- 1967 – vernisaj al expoziției personale de pictură la Paris la galeria La Pochade
- 1970 – îi este decernat premiul pentru jurnalism Mario Massai, pentru activitatea sa din vara anului 1969 cu ocazia aselenizării. În septembrie are o expoziție de 39 de lucrări la Veneția, ex-voto pentru Sfânta Rita[6]

## Deces
Dino Buzzati se stinge din viață la 28 ianuarie 1972 în urma unei tumori la pancreas (același tip de tumoare ce a cauzat și moartea tatălui său în 1920) la clinica La Madonnina din Milano.

### Proză

#### Romane
- Barnabo, omul munților, 1933
- Secretul Pădurii Batrâne, 1935
- Deșertul Tătarilor, 1940
- Faimoasa invazie a urșilor în Sicilia, 1945
- Marele Portret, 1960
- O dragoste, 1963

#### Nuvele
- I sette messaggeri, 1942
- Paura alla Scala, 1949
- Il crollo della Baliverna, 1957
- Esperimento di magia, 1958
- Sessanta racconti, Premiul Strega în 1958
- Egregio signore, Siamo spiacenti di..., 1960 (apoi cu titlul Siamo spiacenti di), 1975
- Monstrul Colombre, 1966
- La boutique del mistero, 1968
- Le notti difficili, 1971
- 180 racconti, 1982
- Il meglio dei racconti, 1989
- Lo strano Natale di Mr. Scrooge e altre storie, 1990
- mi chiamo Dino Buzzati, 1988

### Teatru
- Piccola passeggiata, 1942.
- La rivolta contro i poveri, 1946
- Un caso clinico, 1953
- Drammatica fine di un noto musicista, 1955
- Sola in casa, 1958
- Una ragazza arrivò..., 1959
- Le finestre, 1959
- L'orologio, 1959
- Un verme al ministero, 1960
- I suggeritori, 1960
- Il mantello, 1960
- L'uomo che andrà in America, 1962
- L'aumento, 1962
- La colonna infame, 1962
- Spogliarello, 1964
- La telefonista, 1964
- La famosa invasione degli orsi in Sicilia, 1965
- La fine del borghese, 1966

### Librete
- Ferrovia sopraelevata, 1955
- Procedura penale, 1959
- Il mantello, 1960
- Battono alla porta,1963
- Era proibito, 1963

### Lucrări traduse în limba română
- Deșertul Tătarilor - traducere și note de Niculina Benguș-Tudoriu; postfață de Anca Giurescu. - Iași; București: Polirom, 2002. - 235 p.; 18 cm. - (Biblioteca Polirom. Clasicii modernității). - ISBN 973-683-911-7
- O Dragoste - traducere, note și postfață de Smaranda Cosmin. - Iași; București: Polirom, 2002. - 260 p.; 18 cm. - (Biblioteca Polirom. Clasicii modernității). - ISBN 973-681-037-2
- Barnabo, omul munților; Secretul Pădurii Bătrâne - traducere de Anca Giurescu - Iași; București: Polirom, 2003. - 269 p.; 18 cm. - (Biblioteca Polirom. Clasicii modernității). - ISBN 973-681-251-0
- Monstrul Colombre și alte cincizeci de povestiri - traducere și note de Florin si Mara Chirițescu; București: Polirom, 2005. 360 p; 18 cm – ISBN 973-46-0088-5
- Marele portret - traducere și postfață de Cornel Mihai Ionescu. - Iași; București: Polirom, 2003. - 177 p.; 18 cm. - (Biblioteca Polirom. Clasicii modernității). - ISBN 973-681-384-3

## Cinema
- O dragoste de Gianni Vernuccio (1965)
- Il fischio al naso de Ugo Tognazzi (1967)
- Deșertul Tătarilor de Valerio Zurlini (1976)
- Secretul Pădurii Bătrâne de Ermanno Olmi (1993)
- Barnabo, omul munților de Mario Brenta (1994)